# Uromys vika
Uromys vika (Lavery & Judge, 2017) è un roditore della famiglia dei Muridi endemico di Vangunu, una delle Isole Salomone.

## Descrizione

### Aspetto
L'unico esemplare conosciuto è rappresentato da resti ossei e parti del corpo in pessime condizioni che però indicano una pelliccia brunastra e la tipica coda priva di peli e con grosse scaglie disposte come le tessere di un mosaico. La pianta del piede è provvista di 7 grossi cuscinetti carnosi. 

## Biologia

### Comportamento
Si tratta molto probabilmente di una specie arboricola.

### Alimentazione
Le popolazioni locali affermano che si nutre di noci da cocco, spaccate in due dai grossi incisivi.

## Distribuzione e habitat
Questa specie è conosciuta soltanto sull'isola di Vangunu, nelle Isole Salomone. Potrebbe essere presente anche nelle vicine isole della Nuova Georgia, Kolombangara e Gatokae, unite tra loro durante l'ultima glaciazione.
Probabilmente vive nelle vecchie piantagioni dell'isola dove trova grande quantità di cibo.

## Conservazione
Questa specie, essendo stata scoperta solo recentemente, non è stata sottoposta ancora a nessun criterio di conservazione.